# Боринци
Бòринци е село в Югоизточна България, община Котел, област Сливен.

## География
Село Боринци се намира на около 30 km север-северозападно от областния център Сливен и около 20 km запад-северозападно от общинския център Котел. Разположено е сред възвишенията в северозападната част на Котленска планина, в долината на река Карадере (Горно Карадере), десен приток на Стара река, с по-голямата си част откъм десния (северния) бряг на Карадере и предимно покрай минаващите през селото общински пътища. Отклонение в село Майско от второкласния републикански път II-53 на изток минава през село Боринци и води до село Стрелци, а негово разклонение в Боринци води на юг до връзка с третокласния републикански път III-484.
Надморската височина в селото е около 375 m, а в най-източната му част нараства до около 390 – 395 m.
Землището на село Боринци граничи със землищата на: село Черна вода на север; село Дъбова на север и североизток; село Стрелци на изток; село Кипилово на изток и юг; село Зайчари на югозапад и запад; село Стеврек на северозапад; село Равно село на северозапад.
Населението на село Боринци, наброявало 465 души при преброяването към 1934 г. и 501 към 1946 г., намалява до 268 към 1985 г. и 107 (по текущата демографска статистика за населението) към 2021 г.
При преброяването на населението към 1 февруари 2011 г., от обща численост 146 лица, за 98 лица е посочена принадлежност към „българска“ етническа група, за 44 – към „турска“ и за 4 – към „ромска“.

## История
През 1934 г. дотогавашната махала Кèрсенлик с налично население 465 души е преименувана на махала Боринци, а през 1965 г. получава статут на село. На 7 декември 2006 г. към Боринци е присъединено село Върлище.
В село Боринци е действало основно училище „Иван Миланов“ до закриването му, вероятно през 1966 г.

## Поминък
В селото се развива говедовъдство и овцевъдство.

## Обществени институции
Село Боринци към 2023 г. е център на кметство Боринци.
В село Боринци има:
- действащо към 2021 г. читалище „Н. Й. Вапцаров – 1953“;[11][12]</ref>
- джамия;[13]
- пощенска станция.[14]

## Редовни събития
Ежегодният събор е на 23 септември.